# Apoboleus
Apoboleus is een geslacht van rechtvleugeligen uit de familie veldsprinkhanen (Acrididae). De wetenschappelijke naam van dit geslacht is voor het eerst geldig gepubliceerd in 1891 door Karsch.

## Soorten
Het geslacht Apoboleus omvat de volgende soorten:
- Apoboleus affinis Kevan, 1955
- Apoboleus congicus Ramme, 1929
- Apoboleus degener Karsch, 1891
- Apoboleus globulifera Karsch, 1896
- Apoboleus ludius Karsch, 1896
- Apoboleus sudanensis Dirsh, 1952